# Robert Mallet
Robert Mallet (Dublino, 3 giugno 1810 – Londra, 5 novembre 1881) è stato un ingegnere irlandese.
considerato il padre della sismologia

## Biografia
Robert Mallet è l'architetto di diversi ponti, in particolare a Londra, e di almeno un faro, il Fastnet Rock. Ma oggi è meglio conosciuto per il suo lavoro sui terremoti. Dal 1852 al 1858 fu impegnato con suo figlio John William Mallet, per preparare il Catalogo dei terremoti della British Association (Il catalogo dei terremoti della British Association) e misurare, utilizzando esplosioni di polvere da sparo, la velocità di propagazione delle onde sismiche nella sabbia e rocce solide. Nel 1862, di ritorno dal viaggio in Italia pubblicò due volumi sul terremoto di Napoli del 1857 con il titolo: Great Neapolitan Earthquake. The Firt Principles of Observational Seismology. Con questi principi di sismologia osservazionale, Mallet dà il nome alla scienza della sismologia che nasceva in quegli anni.
Ha poi dimostrato che l'ipocentro del terremoto di Napoli era profondo tra i 12 e i 15 km.
Una delle sue opere più importanti è Energia vulcanica: un tentativo di sviluppare la sua vera origine e le relazioni cosmiche che si occupano dell'origine dell'energia vulcanica e in cui pensa di riuscire a dimostrare che il calore vulcanico può essere attribuito a compressioni, contorsioni e altre deformazioni di la crosta terrestre, portando alla creazione di linee di frattura che consentono all'acqua di infiltrarsi e, se la temperatura generata diventa sufficiente, a consentire eruzioni vulcaniche di vapore o lava. Fu eletto membro della Royal Society nel 1854. Cieco per gli ultimi 7 anni della sua vita è morto a Clapham, Londra.

## La nascita della sismologia
Robert Mallet viene spesso considerato il padre della sismologia. Il 9 febbraio 1846 Mallet presentò alla Royal Irish Academy un articolo intitolato, "On the Dynamics of Earthquakes" (Sulla dinamica dei terremoti), che è una delle opere all'origine della sismologia moderna. Si ritiene, inoltre, che abbia coniato i termini "sismologia" e epicentro .

## Viaggio in Basilicata
Robert Mallet, membro dell’Istituto Civile degli Ingegneri, dopo aver appreso la notizia dai giornali Londinesi del terremoto che aveva devastato il Regno delle Due Sicilie, decise di organizzare una spedizione per visitare i luoghi colpiti dall’evento sismico. Voleva esaminare sul posto la dinamica dell’evento sismico, attraverso la rilevazione degli effetti prodotti dal terremoto. Per Mallet, il terremoto che aveva colpito il Regno delle Due Sicilie rappresentava una preziosa occasione di ricerca e approfondimento dei suoi studi, in quanto avrebbe avuto la possibilità di “raccogliere, discutere e riportare i fatti” riferiti all’evento sismico. Arrivato a Napoli il 5 febbraio 1858, con la lettera di presentazione da parte di esponenti della Royal Society, del Ministro inglese degli affari esteri e di scienziati londinesi e francesi, si fermò fino al 10 febbraio per avere le necessarie autorizzazioni e tutta l’assistenza possibile per organizzare la visita nelle aree colpite dal sisma. La sosta a Napoli gli servì anche per ordinare e registrare informazioni ed osservazioni sul terremoto e per acquistare dal fotografo francese, Alphonse Bernoud, immagini sui luoghi del disastro già da lui visitati. Collaborò con il Guiscardi e incontrò due professori universitari, Luigi Palmieri ed Arcangelo Scacchi, ricevendo da questi scienziati consigli “ritenuti utili alla spedizione che loro derivavano dalla lunga conoscenza delle condizioni sismiche del loro paese e dalla loro fama scientifica”. I due avevano scritto e pubblicato una relazione sul terremoto del Melfese del 14 agosto 1851 e in quell’occasione avevano realizzato un sismografo in grado di registrare le scosse non avvertite dall’uomo, un apparecchio destinato a rivoluzionare le ricerche sismologiche. L’approccio scientifico del Mallet invece era di tipo deduttivo, fondato sull’analisi dei danni provocati dal sisma su edifici e analizzava i segni lasciati dalle onde sismiche sul terreno, per giungere a determinare la forza d’urto e il centro di propagazione del terremoto. Rappresentava un metodo di osservazione totalmente nuovo, basato su una serie di equazioni matematiche che utilizzavano il maggior numero di condizioni come la direzione e la velocità degli oggetti rotti o spostati che avrebbero trovato nella zona colpita. Per tanto per Mallet fondamentale era raccogliere notizie riguardo all’evento.   
Mallet e i suoi accompagnatori raggiunsero il centro lucano in più di quindici ore di viaggio a piedi ed a cavallo.
Nei giorni successivi visitarono i paesi nei dintorni e le terre circostanti che erano piene di detriti ascoltando le testimonianze delle persone che hanno perso le loro case e le persone care e raccogliendo informazioni sugli edifici più importanti vari paesi.
Il 22 febbraio l’irlandese visitò il capoluogo che aveva subito molti danni e dove erano morte venti detenuti sotto le macerie della struttura carceraria. 
“Lacerata e crepata dalla base alla soffitta a tal punto da rendere pericoloso l’ingresso”, la cattedrale presentava danni tali da dover essere in parte demolita
per essere poi ricostruita. 
Nella cattedrale il sismologo trascorse alcune ore a riportare su carta con le relative misure le diverse crepe presenti, trovando così conferma del propagarsi dell’onda sismica in direzione nord-sud e dei movimenti determinatisi a seguito del ripetersi delle scosse telluriche.
Giunse a Rionero dove ricevette molte informazioni sugli effetti del terremoti da parte di padre Felice Campanelli di Spinazzola tramite muli e cavalli, Mallet e i suoi collaboratori giunsero sulla vetta del monte Vulture. Grazie ai suoi scritti rinveniamo delle suggestive descrizioni del paesaggio e della natura. Visitarono l’abbazia di San Michele Arcangelo, dove erano presenti fessure risalenti al terremoto del 1851 evidenziate dai monaci con colori a tempera. Il 24 febbraio si dirige a Barile, dove Vincenzo Piacentini, sindaco del paese, mostrò tutti i danni subiti. In particolare la chiesa di San Nicola la chiesa madre e il palazzo Caracciolo. Nel pomeriggio si spostarono a Melfi: il centro normanno a seguito del terremoto del 1851 aveva subito molti danni, si contano infatti 77 case crollate e 800 vittime. Il 25 febbraio la comitiva si diresse verso muro, ma a causa di un‘abbondante nevicata furono costretti a sostare tra il monte fieno e la piccola vallata di Picerno. Lì incontrarono dei venditori di prodotti agricoli. I due gruppi unirono le forze per aprire un sentiero nella fitta neve approfittarono della piccola pausa per aprire un varco così da non rimanere intrappolati da una successiva precipitazione. In seguito tornarono alla taverna Caputo dove costruirono una capanna per ripararsi. Furono aiutati da un uomo e la moglie i quali venivano pagati dal governo per dare farina e vino a coloro che rimanevano bloccati nella neve. Il sismologo irlandese rimase nella taverna Caputo in modo tale da registrare i danni causati dal terremoto colloquiando con Vincenzo Barra di Melfi dal quale ebbe informazioni sulle conseguenze delle scosse nei distretti di bari, della Capitanata a nord e ad est della Terra del Lavoro e del Molise.

## Riconoscimenti
Nel 1877 gli fu assegnata dalla Geological Society of London la medaglia Wollaston.
Nel 1935 gli è stato dedicato un cratere lunare, il Cratere Mallet.